# نهنگ عنبر کوتوله
نهنگ عنبر کوتوله گونه‌ای آب‌باز عضو تیره کوچک‌عنبریان از میان آب‌بازان دندان‌دار است. آن‌ها اغلب در دریاها دیده نمی‌شوند و بیشتر اطلاعات به دست آمده از آن‌ها از روی نمونه‌های به ساحل افتاده بوده‌است.

## توصیف ظاهری و رفتار
جثه نهنگ عنبر کوتوله از نهنگ عنبر ریزقد کوچک‌تر است. طول این جانور میان ۲٫۱ تا ۲٫۷ متر است و وزن آن میان ۱۳۵ تا ۲۷۵ کیلوگرم. نهنگ‌های بالغ سری بزرگ و دایره‌شکل دارند و سوراخ تنفسیشان اندکی به سوی چپ انحراف دارد. همانند دیگر نهنگ‌های عنبر، این گونه نیز دارای بخشی عنبرساز در پیشانی خود است. همانند نهنگ عنبر ریزقد، نهنگ عنبر کوتوله می‌تواند هنگام احساس خطر و به منظور رد گم کردن و ترساندن مهاجمان، مایعی سیاه‌رنگ از خود آزاد می‌کند.
نهنگ عنبر کوتوله در پشت چشمان خود زایده‌ای دارد که همانند آب‌شش ماهیان به نظر می‌آید اما آب‌شش واقعی نیست. با آنکه دو گونه نهنگ عنبر کوتوله و نهنگ عنبر ریزقد بسیار همانند هم هستند، و از این رو تشخیص آن دو از یکدیگر در دریا بسیار سخت است، باله پشتی نهنگ عنبر کوتوله بزرگ‌تر از دیگری است.
منبع اصلی غذایی نهنگ‌های عنبر کوتوله را ماهی مرکب تشکیل می‌دهد و به نظر می‌رسد غذای خود را توسط مکش فرو می‌برند.

## گستره
نهنگ عنبر کوتوله آب‌های عمیق را ترجیح می‌دهد ولی بیشتر از نهنگ‌های عنبر ریزقد به کرانه‌ها نزدیک می‌شود. به نظر می‌رسد محدوده جغرافیایی مورد علاقه آن فلات قاره باشد. در اقیانوس اطلس، آن‌ها در غرب ویرجینیا در ایالات متحده، کرانه غربی اسپانیا، شرق انگلستان، جنوب و جنوب شرقی برزیل و نیز دماغه آفریقا دیده شده‌اند.
در اقیانوس هند، نمونه‌هایی به ساحل افتاده در کرانه جنوبی استرالیا و همچنین دیگر نقاط کرانه‌ای این اقیانوس از آفریقای جنوبی گرفته تا اندونزی یافت شده‌اند.
در اقیانوس آرام، گستره شناخته شده آن‌ها از ژاپن آغاز می‌شود و به بریتیش کلمبیا در کانادا می‌رسد. جمعیت جهانی این گونه مشخص نیست. پژوهشی توسط فرگوسن و بارلو در سال ۲۰۰۱ تخمینی ۱۱٬۰۰۰ تایی از جمعیت نهنگان عنبر کوتوله در شرق اقیانوس آرام ارائه می‌دهد.